# Романович, Андрей Васильевич
 Андре́й Васи́льевич Романо́вич  (6 сентября 1972, Колындяны) — украинский волейбольный тренер. Один из лучших тренеров в женском волейболе Украины.
Выпускник Тернопольского государственного педуниверситета.

## Биография
Карьера тренера: 1992—1999 — «Галычанка» (Тернополь), главный тренер; 1999—2001 — «Атлант» (Барановичи, Белоруссия), главный тренер; 2001—2016 — «Галычанка» (Тернополь), главный тренер; с 2016-го — «Химик» (Южный), главный тренер; с 2019-го — «Прометей» (Каменское), главный тренер.
В разные годы работал с юниорскими и юношескими сборными Украины.
В сезоне-2015/16 со сборной Украины (U-18) занял 3-е место во 2-м раунде отборочного турнира чемпионата Европы-2016.
В 2012 году возглавлял национальную сборную Украины, которую вывел в 3-й раунд отборочного турнира чемпионата Европы-2013.
В 2015 году привёл студенческую сборную Украины к серебряным медалям Всемирной Универсиады.
В мае 2016 года возглавил южненский «Химик» — самый титулованный клуб в женском волейболе Украины, и в первом же официальном матче — 15 октября 2016 года — завоевал с южненками Суперкубок страны, который был разыгран впервые. Таким образом, «Химик» стал первым клубом Украины — обладателем всех официальных национальных трофеев. А 1 ноября 2016 года тренер и его новый клуб дебютировали в самом престижном волейбольном клубном турнире Европы — Лиге чемпионов.
В августе 2019 года возглавил волейбольную команду спортивного клуба «Прометей».

## Достижения

### Тренер
- Чемпион Украины — 3 раза (2010, 2017, 2018)
- Чемпион Белоруссии — 1 раз (2000)
- Обладатель Кубка Украины — 3 раза (2004, 2017, 2018)
- Обладатель Суперкубка Украины — 3 раза (2016, 2017, 2018)
- Серебряный призёр чемпионата Украины — 1 раз (2006)
- Серебряный призёр чемпионата Белоруссии — 1 раз (2001)
- Бронзовый призёр чемпионата Украины — 2 раза (2008, 2009)
- Участник Кубка ЕКВ — 1 раз (2001/02).
- Участник Кубка топ-команд Европы — 1 раз (2006/07)